# Sexau
Sexau est une commune de Bade-Wurtemberg (Allemagne), située dans l'arrondissement d'Emmendingen, dans le district de Fribourg-en-Brisgau.

## Liens externes

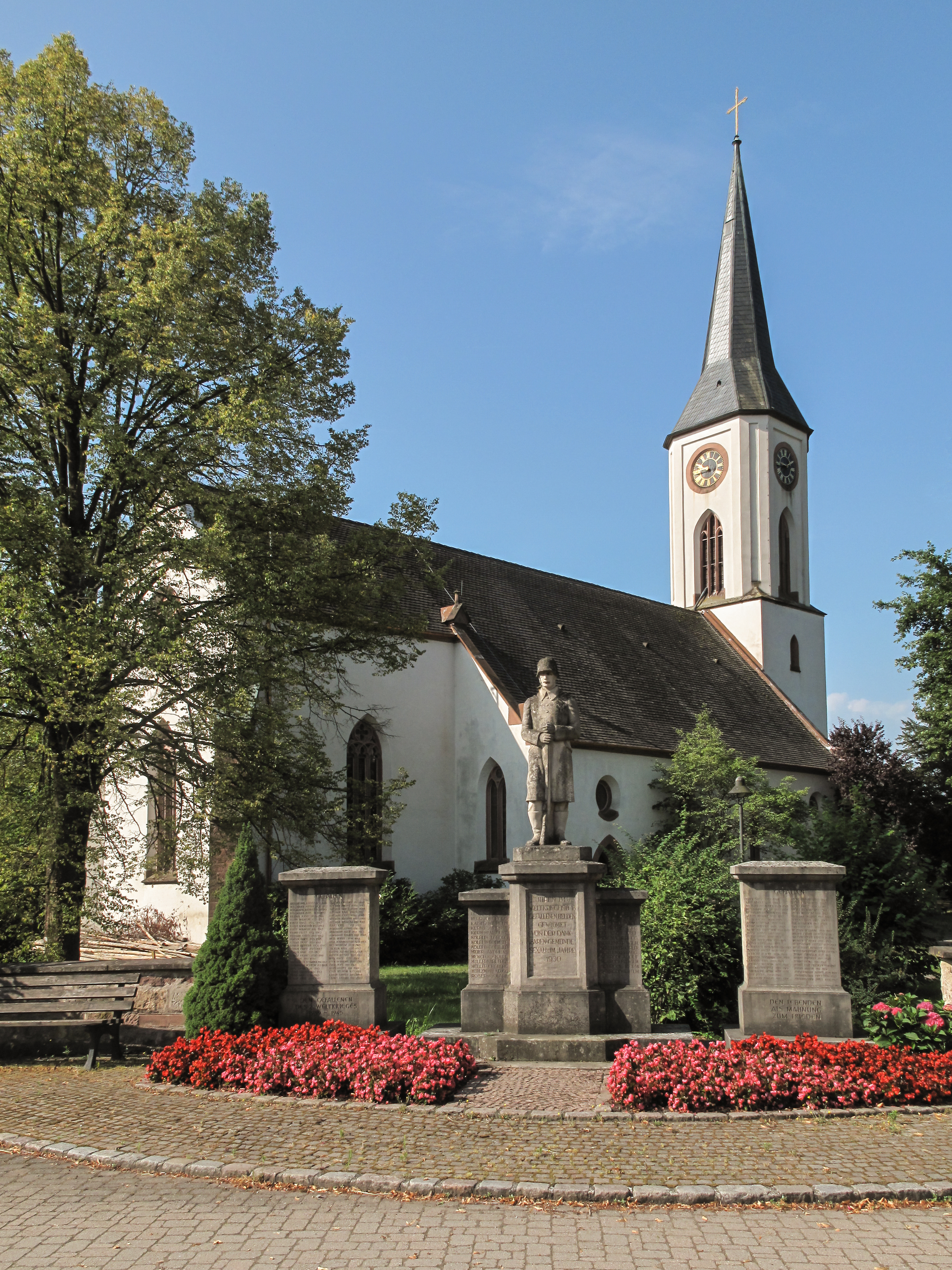
Sexau, l'église : die Dorfkirche.

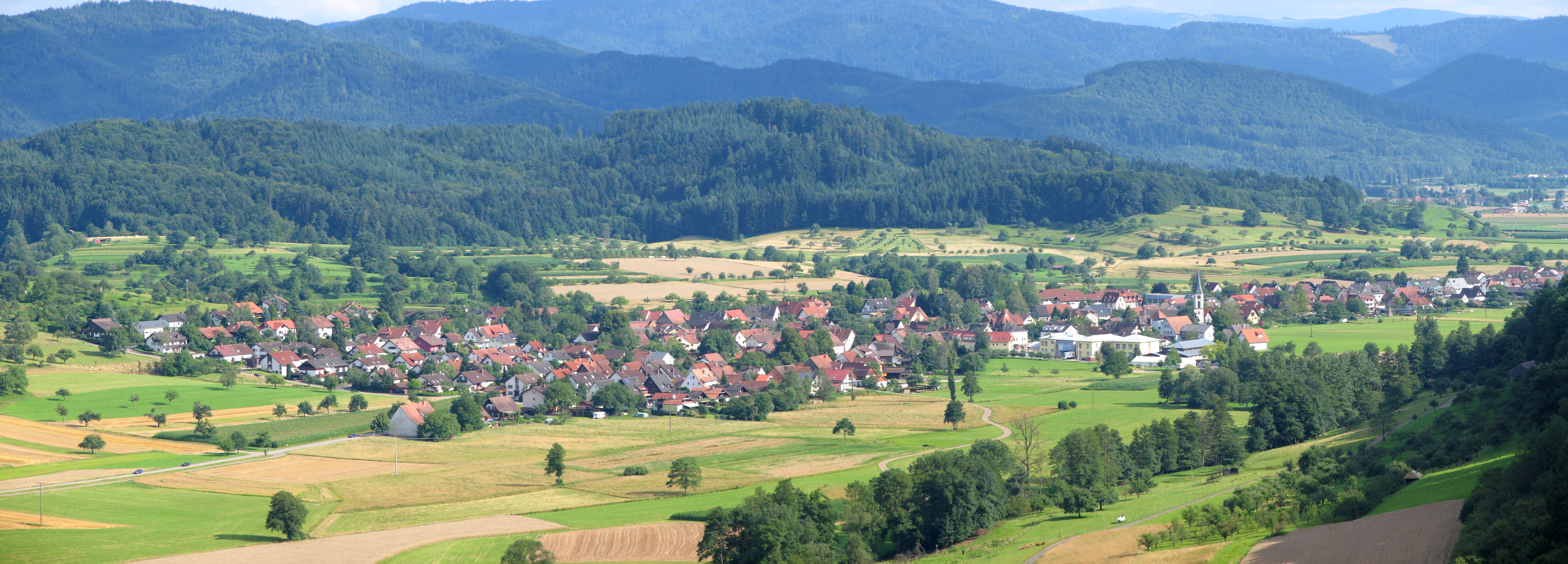
Vue de Sexau.

## Jumelage
- Andlau (France)